# Bandera de Tagamanent
La bandera oficial de Tagamanent té la descripció següent:
Bandera apaïsada, de proporcions dos d'alt per tres de llarg, losanjada de groc i de vint-i-set peces negres.
Va ser aprovada el 30 de juliol del 2001 i publicada al DOGC el 25 de setembre del mateix any amb el número 3479.

## Història
L'origen de la bandera és heràldic: de l'escut de Tagamanent. El losanjat d'or i de sable són les armes dels Tagamanent, senyors del castell del poble des del 1082.